# Constance Fenimore Woolson
Constance Fenimore Woolson (5 mars 1840 - 24 janvier 1894) est une écrivaine née dans le New Hampshire aux États-Unis. Elle est connue pour ses histoires se déroulant dans la région des Grands Lacs et racontant la vie d'expatriés américains en Europe. 

## Biographie
Constance Woolson naît à Claremont dans le New Hampshire avant que sa famille ne déménage à Cleveland en Ohio après la mort par la fièvre de trois de ses sœurs. La jeune Woolson voyage énormément durant son enfance à travers le centre et l'est du pays.
Son père décède en 1869, et l'année suivante, elle commence à publier de petites histoires et des essais dans des magazines comme The Atlantic Monthly et Harper's Magazine. Sa première longue publication est un livre pour enfant intitulé The Old Stone House (1873). En 1875, elle publie son premier volume d'histoires courtes Castle Nowhere: Lake-Country Sketches, basées sur son vécu dans la région des Grands Lacs.
De 1873 à 1879, Woolson passe l'hiver avec sa mère à  St. Augustine en Floride. Elle met ce temps à profit pour visiter le Sud et profite de cette expérience pour créer de nouvelles petites histoires : Rodman the Keeper: Southern Sketches (1880). Sa mère décède en 1879 et Constance décide de partir en Europe. Elle passe ainsi en Angleterre, en France, en Italie, en Suisse et en Allemagne.
En 1880, elle rencontre l'écrivain Henry James. Leur relation fera couler beaucoup d'encre parmi les biographes notamment Lyndall Gordon et son livre de 1998 A Private Life of Henry James. Le livre Felony d'Emma Tennant, le livre   Author, Author  de David Lodge (2004) et le livre The Master de Colm Toibin (2004) traitent de la relation peu claire qu'auraient eue les deux écrivains.
Constance Woolson publie son premier roman Anne en 1880. Celui-ci est suivi par East Angels (1886), Jupiter Lights (1889) et Horace Chase (1894). En 1883, elle publie For the Major, une histoire se déroulant après la guerre de Sécession qui est devenue une de ses œuvres les plus respectées. Entre 1889 et 1890, elle visite l'Égypte et la Grèce ce qui l'amènera à écrire plusieurs petites histoires de voyages dans un livre intitulé Mentone, Cairo and Corfu mais qui ne sera publié qu'en 1896 après sa mort.
En 1893, Woolson loue un bel appartement situé au-dessus du Grand Canal de Venise. Elle souffre alors de la grippe et est victime d'une dépression. Elle succombe des conséquences d'une chute de la fenêtre de son appartement. Personne ne sait exactement s'il s'agit d'un accident ou d'un suicide. Deux volumes de petites histoires seront encore publiés après sa mort: The Front Yard and Other Italian Stories (1895) et Dorothy and Other Italian Stories (1896). Elle est enterrée dans le cimetière protestant de Rome en Italie.